# Норвежская кухня

Открытые бутерброды смёрбрёд

Норвежская кухня (норв. norsk mat) — национальная кухня Норвегии. Основные компоненты норвежской кухни — рыба, мясо и молочные продукты.

## Обзор

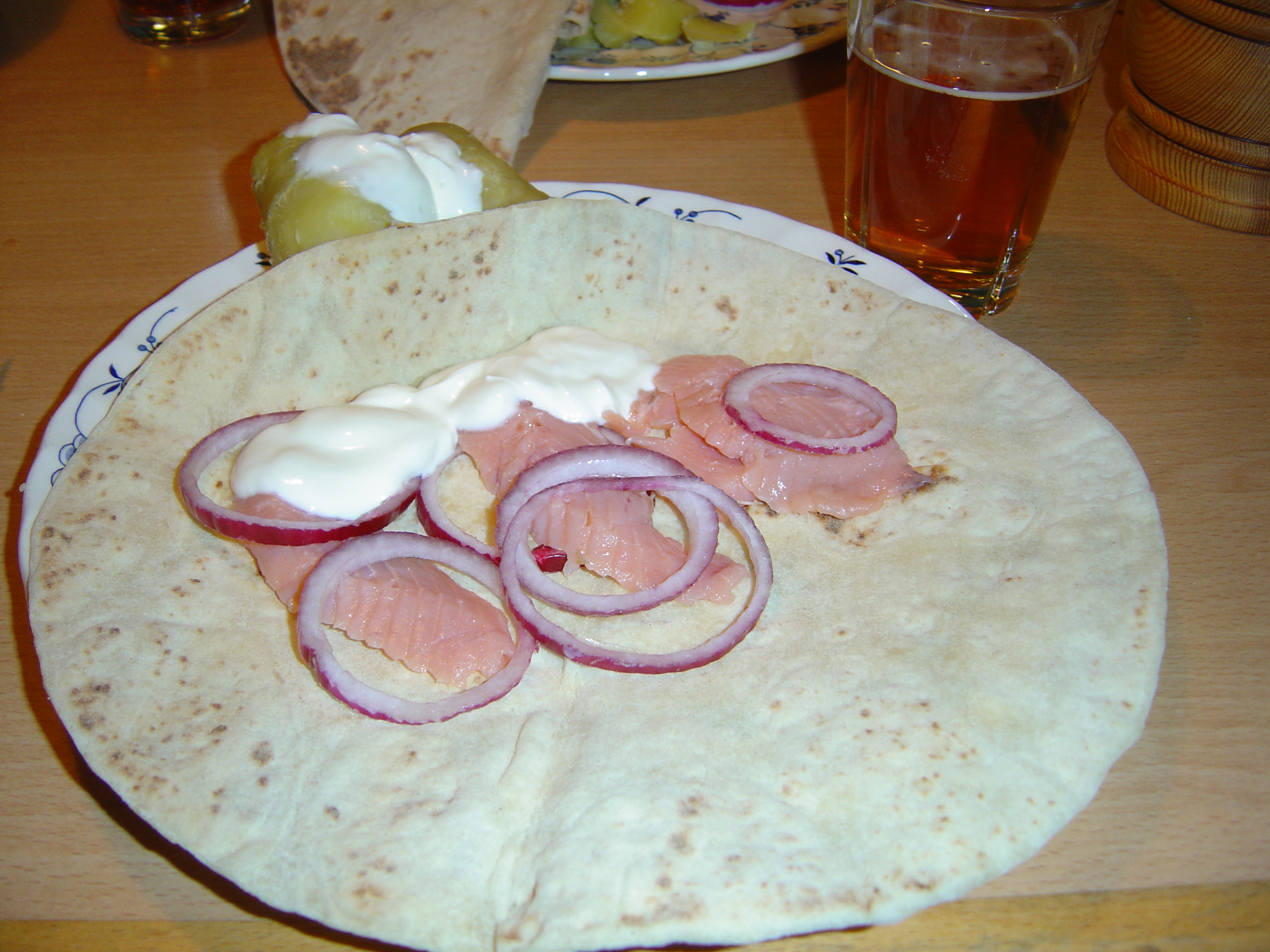
Лефсе с ракфиском, кольцами лука и сметаной

Норвежская кухня произошла в основном из блюд крестьян и рыболовов и во многом обусловлена скандинавским климатом с коротким летом и длинной зимой. Выращивание злаков возможно лишь в южной части страны, при этом здесь растут только овёс и ячмень. Эти злаки непригодны для дрожжевого теста, поэтому для Норвегии типичны тонкие жёсткие хлебцы flatbrød, которые могут храниться довольно долгое время. Если к тесту добавляют картофельную массу, лепёшки становятся более мягкими, похожими на лаваш. Такой хлеб называется лефсе (lefse). В настоящее время наиболее любимыми сортами хлеба являются kneippbrød, названный в честь Себастьяна Кнейппа, и franskbrød, белый «французский хлеб».
Большое значение имеет рыболовство — рыба и морепродукты являются важнейшей составляющей норвежской кухни. Сельдь с давних пор являлась основным продуктом населения Норвегии, бедняки ели её четыре раза в день к каждому приёму пищи. При этом сельдь солили, мариновали, вялили и квасили. Благодаря длительному сроку хранения популярной была сушёная рыба клипфиск. В Средние века возникло традиционное и по сей день блюдо лютефиск, представляющее собой замоченную в щелочном растворе и затем вымоченную в воде сушёную рыбу.
Большое значение для норвежской кухни имел ввоз картофеля в страну в середине XVIII века. Его подают как в качестве гарнира к мясу, так и отдельно картофельные блюда. Также популярны каши и другие блюда из круп.
Для пополнения запасов на зиму особо важным было консервирование продуктов, поэтому многие продукты сушили, мариновали, солили и коптили.
Современный норвежский завтрак довольно плотный и более напоминает английский завтрак, чем континентальный. Обед носит закусочный характер и часто состоит из холодных бутербродов (смёрребрёд). Основным приёмом пищи является ужин, который состоится в 17-18 часов. Иногда также перекусывают около 21.00, часто это бывают кофе с пирогом.

## Основные продукты

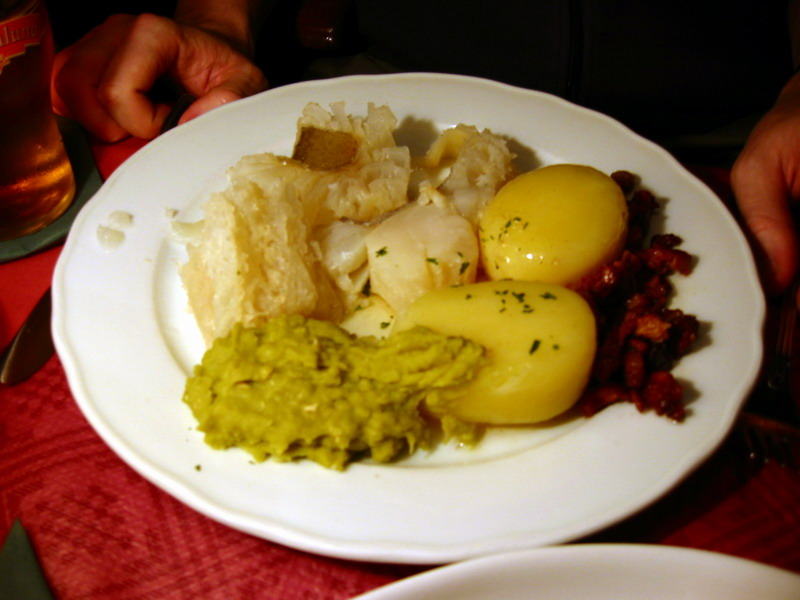
Лютефиск, сервированный с картофелем

### Рыба
Одним из основных экспортируемых норвежских продуктов является лосось. Помимо этого экспортируется вяленая треска с Лофотенских островов (tørrfisk), а также вяленая и солёная треска с западного побережья (klippfisk). Во всем мире известен копчёный лосось. Также популярны сельдь, треска, сардины, скумбрия. Фирменным блюдом можно назвать rakfisk — забродившую форель, которая напоминает шведское блюдо сюрстрёмминг. Широко распространены блюда из морепродуктов.

### Мясо

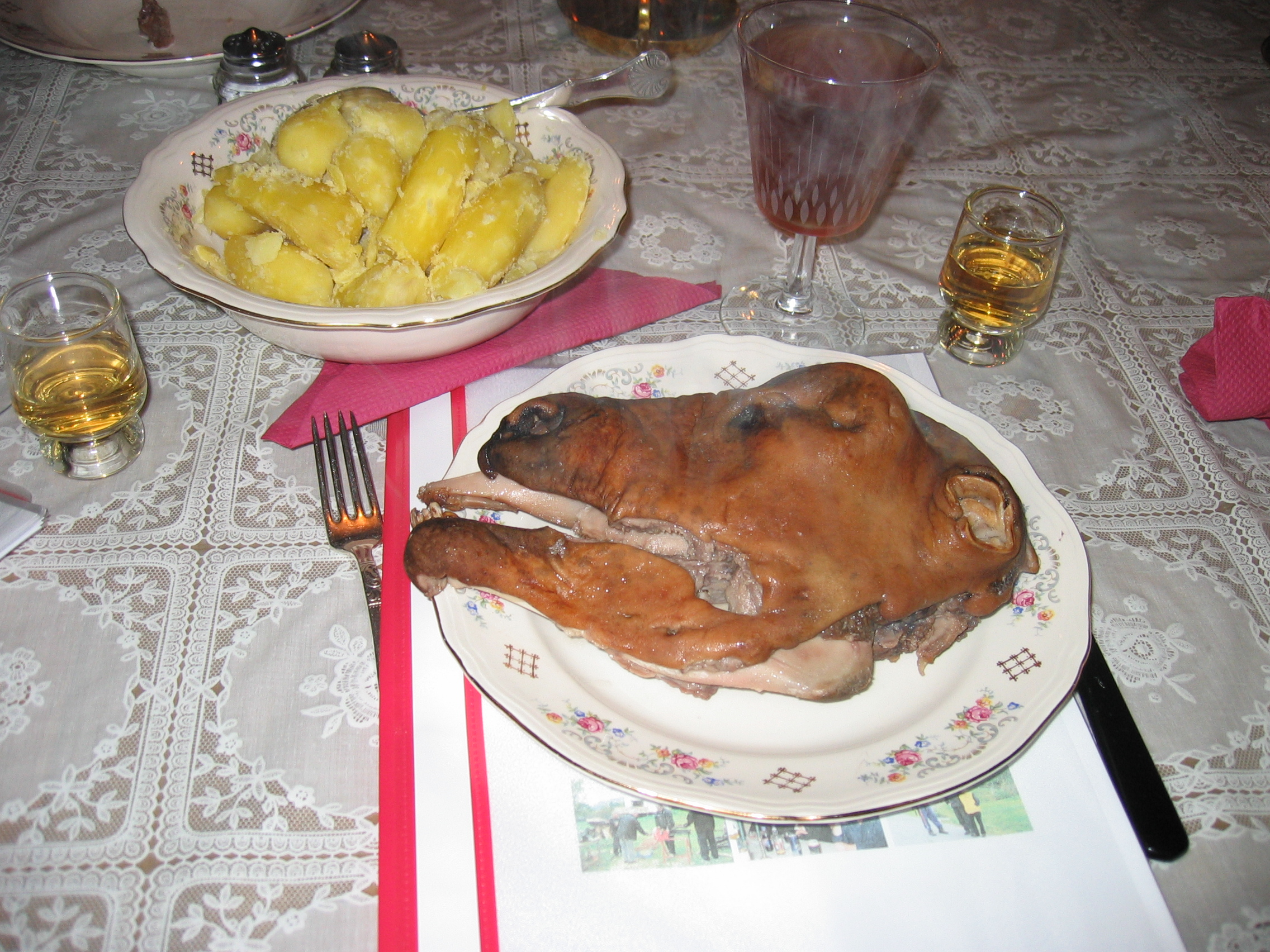
Смалахове

Ранее в каждом хозяйстве была хоть одна корова, но наиболее популярной была всё же баранина. Из баранины готовят множество блюд, в том числе форикол, смалахове (тушёная баранья голова), пиннещотт, феналор (засоленный и высушенный бараний окорок). В норвежских лесах добывают дичь, приготовленные блюда подают с кисло-сладкими соусами и ягодами можжевельника.
До XX века мясо китов было более дешёвой альтернативой говядины. Сейчас отлов китов несколько сократился, но блюда из китового мяса можно по-прежнему встретить во многих ресторанах Норвегии.

### Молочные продукты
Также одним из основных продуктов питания являются молоко и молочные продукты, причём в настоящее время делается упор на продукты с низким содержанием жира. Норвежцы пьют молоко в больших количествах, процент людей с непереносимостью лактозы один из самых низких по всему миру. Ранее традиционным напитком была blande — молочная сыворотка, разбавленная водой. Широко употребляют в пищу сливочное масло и сыры. Наиболее популярными сортами сыра являются гамалуст, пультуст, брюнуст (гейтуст).

### Фрукты и десерты

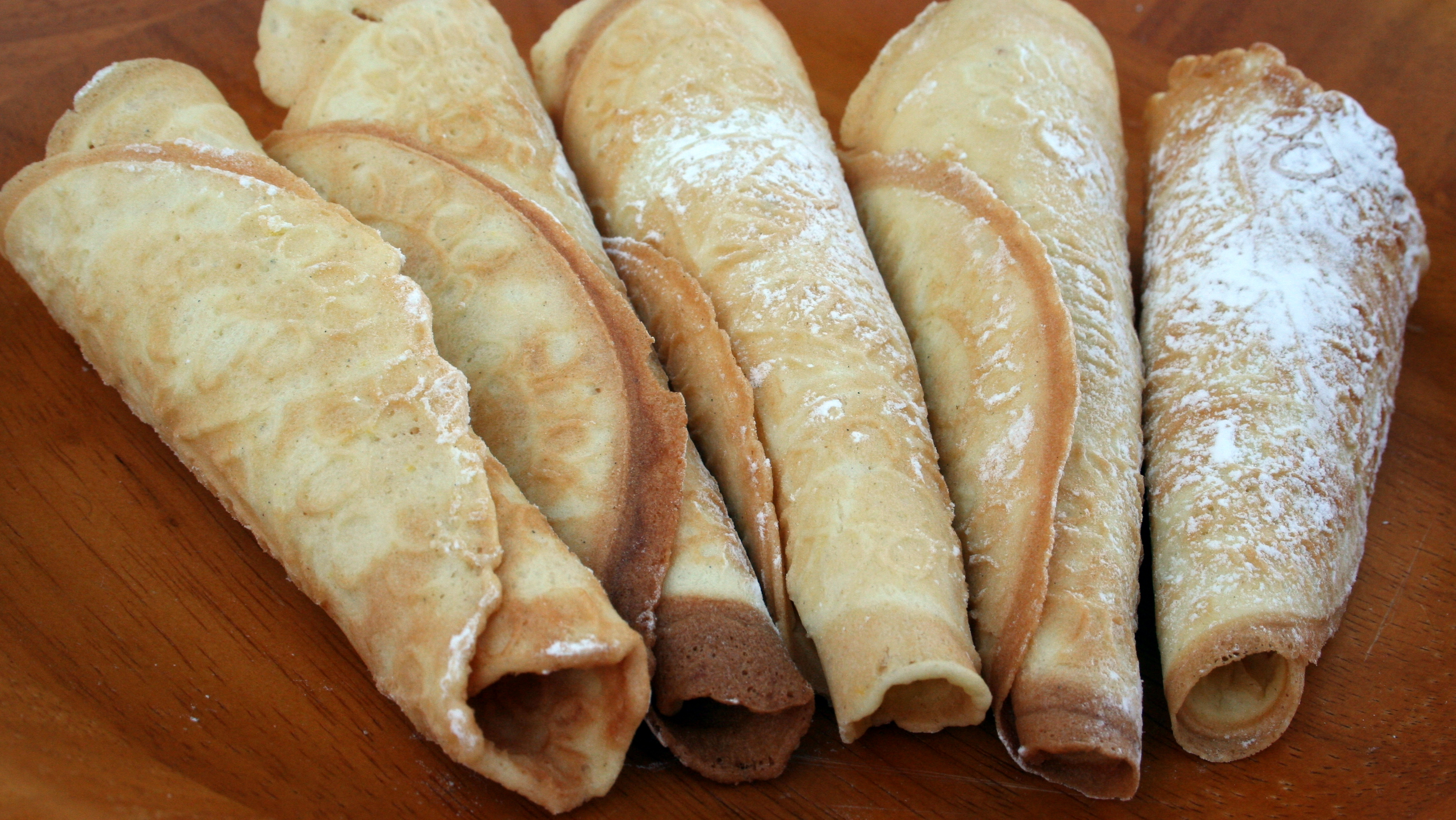
Крумкаке

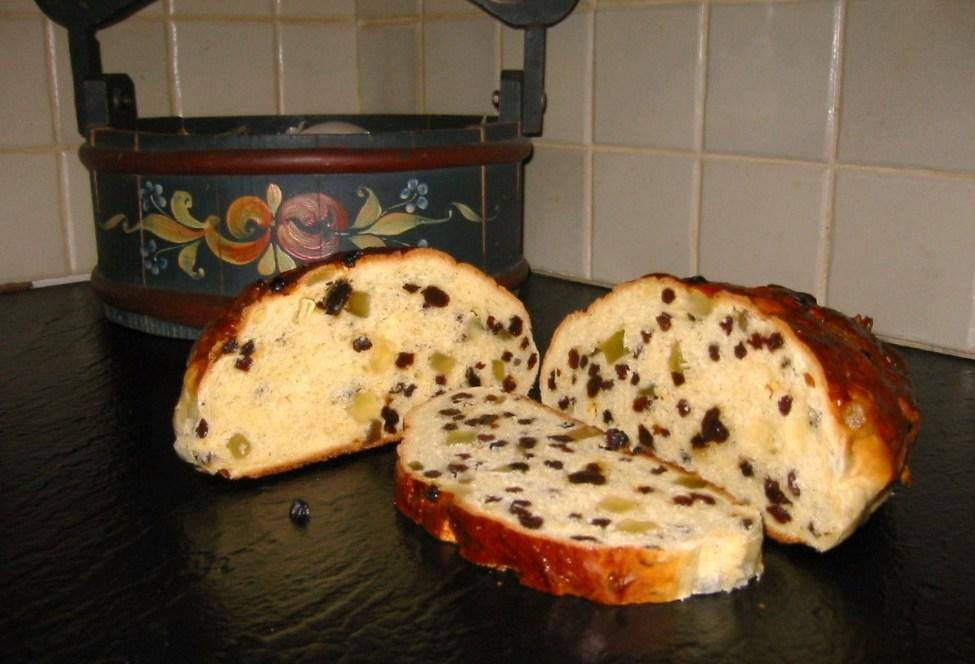
Юлекаке

Клубника, черника, брусника, малина и яблоки популярны в Норвегии и входят в состав множества десертов, как и вишня в тех частях страны, где она выращивается. Дикая морошка считается деликатесом. Типичный норвежский десерт по особым случаям — морошка со взбитыми или простыми сливками. Клубнично-яблочный пирог также популярен благодаря своему насыщенному вкусу. Пирог с ревенем (по-норвежски rabarbrapai) — ещё одна излюбленная выпечка в Норвегии, как и миндальный пирог Фиштекаке.
В Норвегии популярны кексы и выпечка в немецком и скандинавском стиле, такие как бисквиты и датская выпечка (известная как wienerbrød ), они делят стол с разнообразной домашней выпечкой, вафлями и печеньем. Кардамон – распространенный ароматизатор. Еще один норвежский десерт — крумкаке («изогнутое печенье» или «кривое печенье»), это вафельное печенье, обычно наполненное взбитыми сливками. Безе в Норвегии известно как pikekyss, что буквально переводится как «поцелуй девушки».
Во время празднования Рождества на стол подаётся множество различных десертных блюд и выпечки, в том числе Юлекаке, сладкий хлеб с пряностями, часто покрытый сахаром и корицей. Торт-пирамида Крансекаге. А также мультекрем (Multekrem), взбитые сливки с морошкой. Рождественские пряники и пряничные домики принято украшать сахарной глазурью.

### Напитки
Сейчас самым популярным напитком норвежцев является кофе. Также популярно пиво, которое ранее изготовляли почти в каждой семье, особенно к Рождеству. Из картофеля дистиллируют крепкий скандинавский алкогольный напиток аквавит. Пиво и аквавит употребляют ко многим мясным и рыбным блюдам, к примеру, форикол, лютефиск и копчёностям. Особая разновидность норвежского аквавита носит название линье-аквавит, этот напиток перед продажей везут в Австралию и обратно, и благодаря долгому путешествию лучше впитывает аромат дерева, из которого сделаны бочки.

## Фотографии блюд

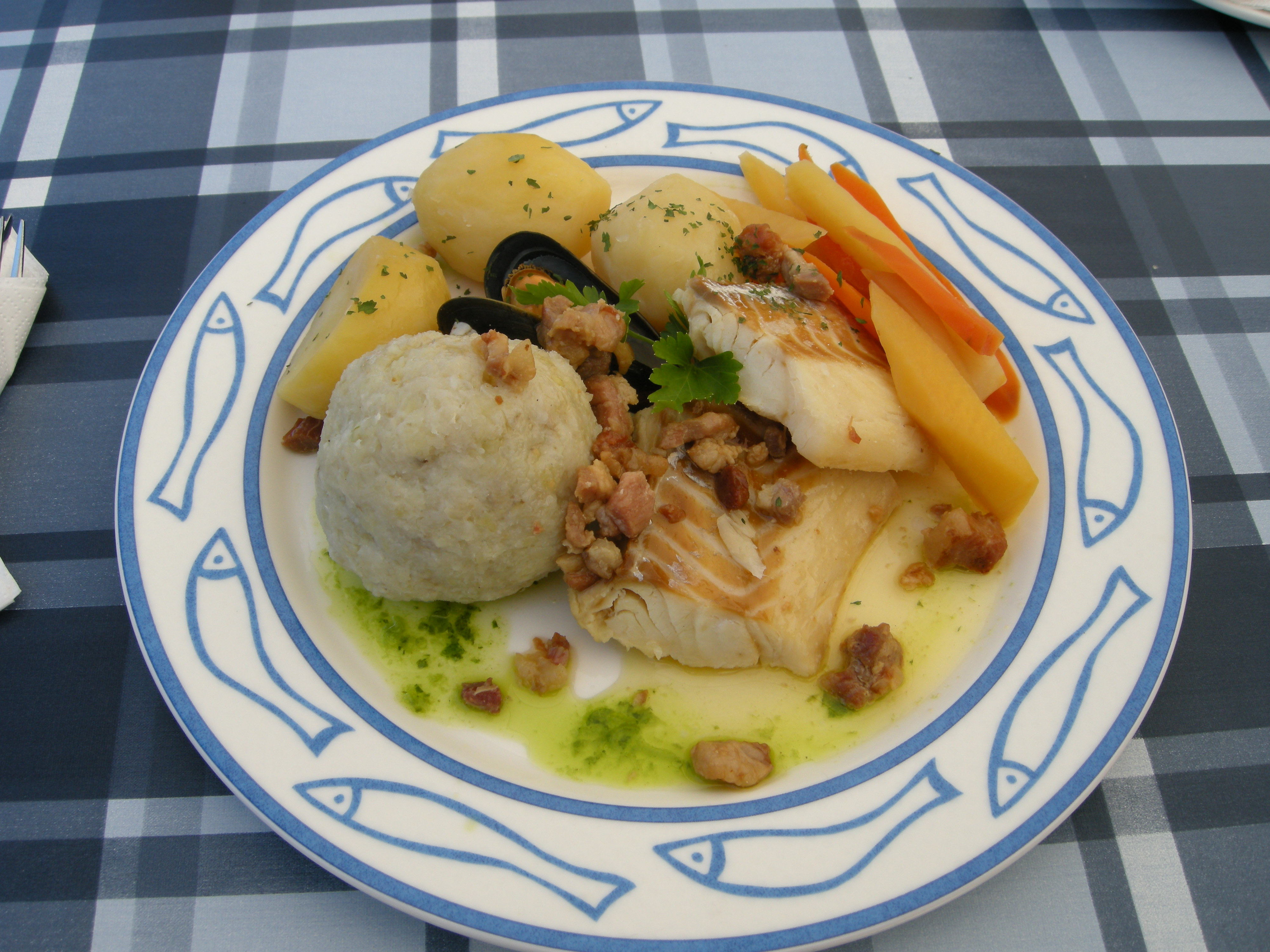
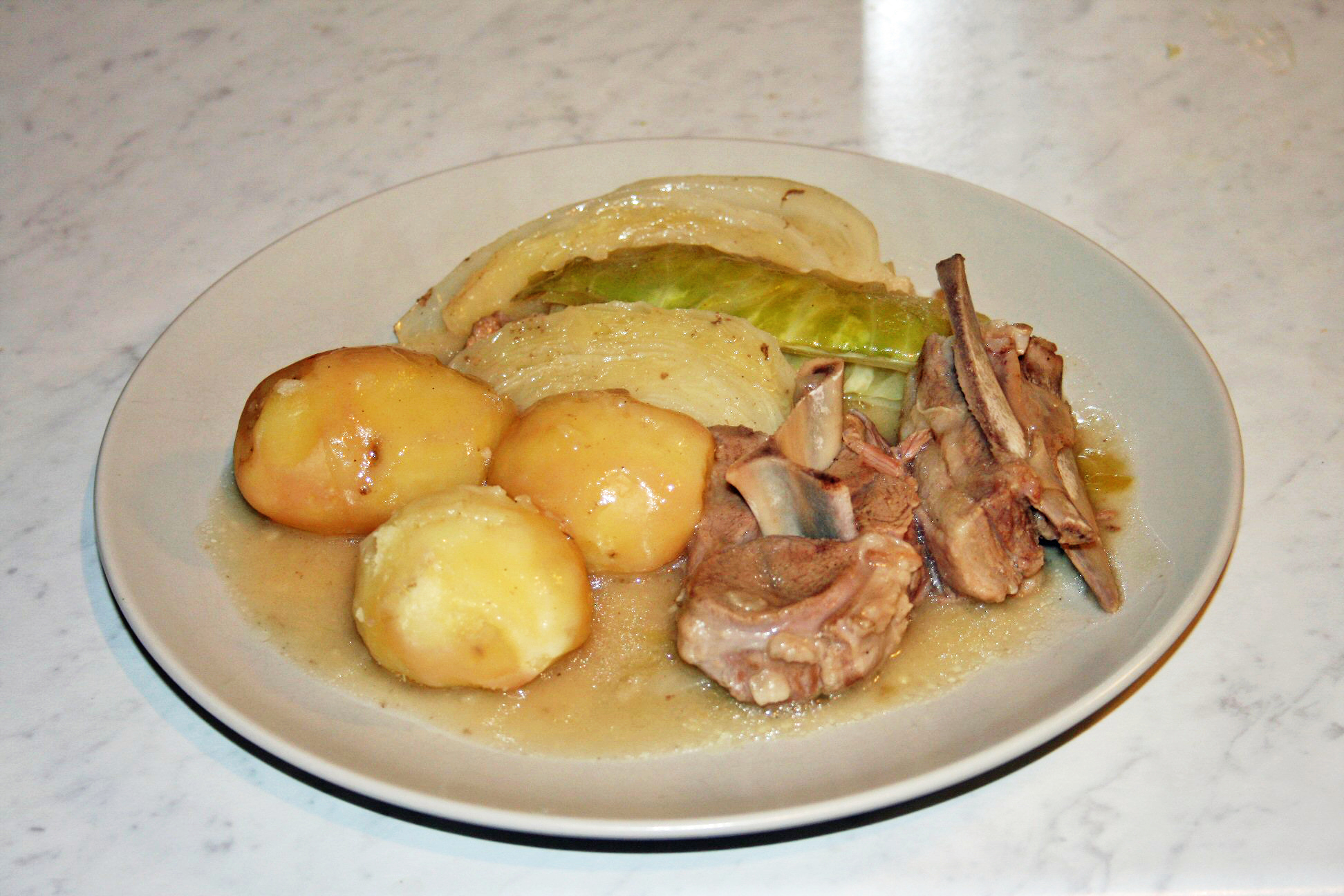
Форикол
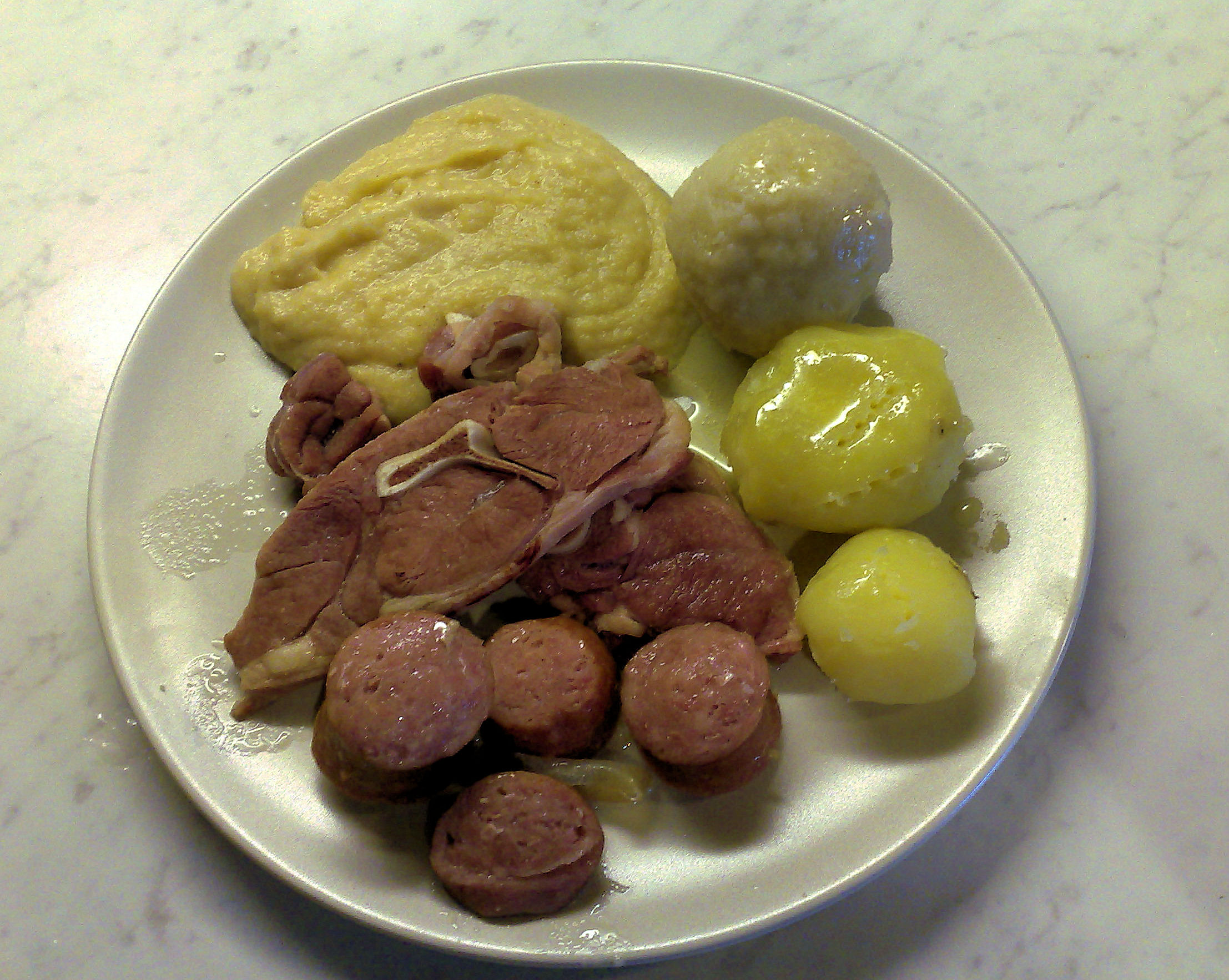
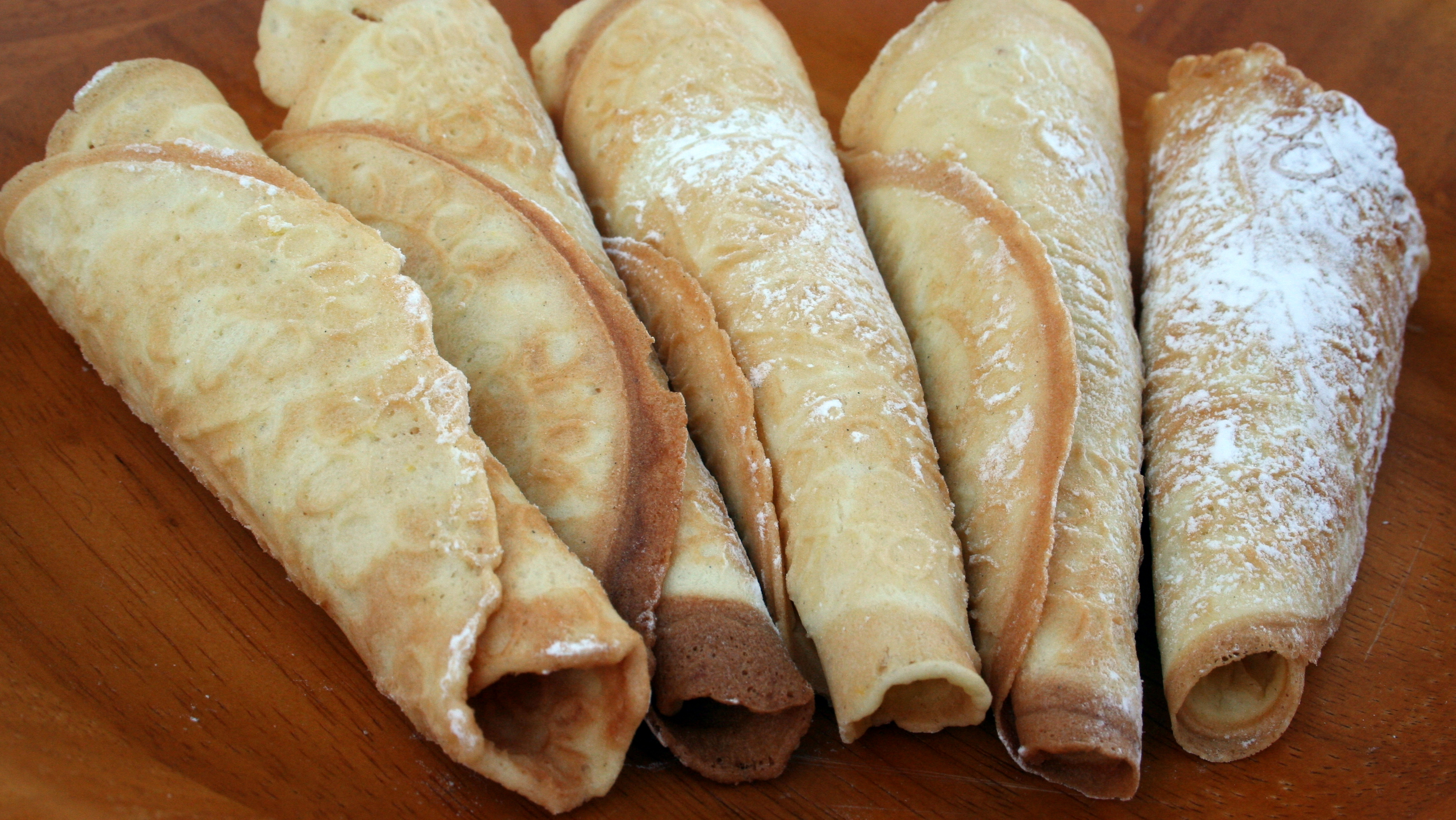
Крумкаке
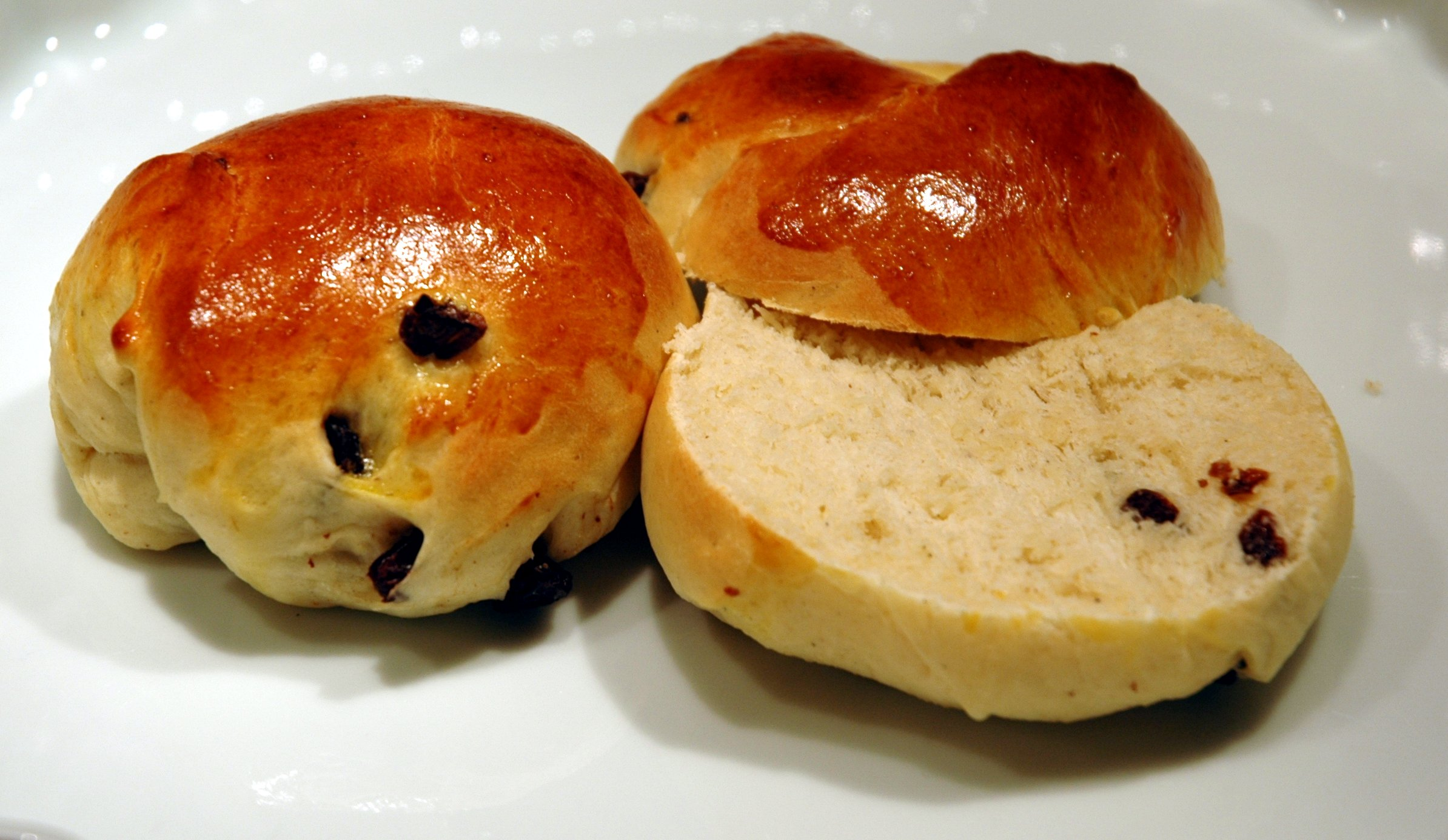
Норвежская булочка с изюмом
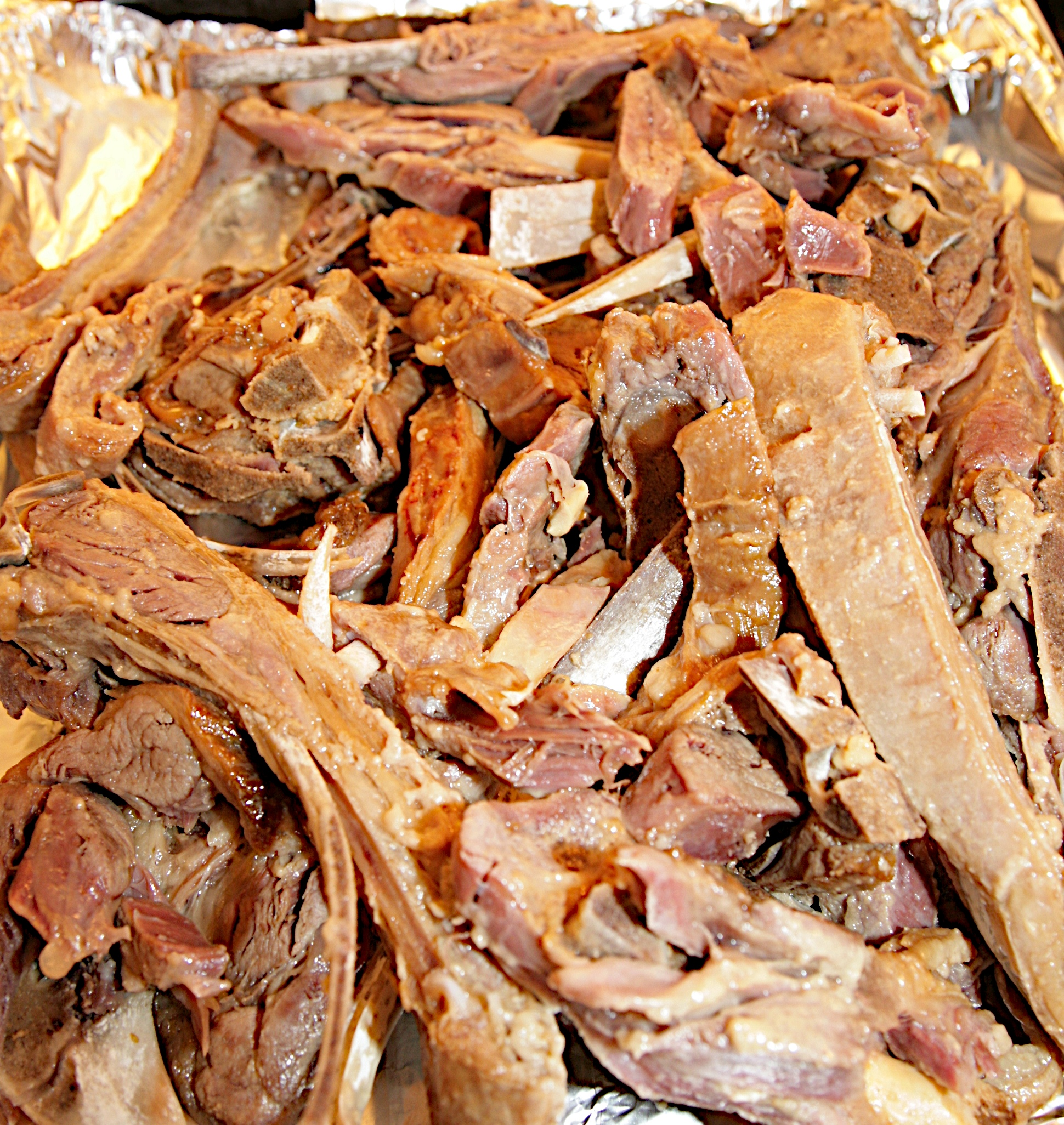
Пиннещотт, баранина, приготовленная на пару на палочках, типичное рождественское блюдо Норвегии